# Paride Taban
Paride Taban (Opari, 1936-Nairobi, 1 de noviembre de 2023) fue un obispo católico sursudanés, obispo emérito de la diócesis de Torit y cofundador del Nuevo Consejo de Iglesias del Sudán.

## Biografía

### Sacerdocio
Ordenado sacerdote el 24 de mayo de 1964, Taban. 

### Episcopado
Fue nombrado por Juan Pablo II obispo auxiliar de Yuba, capital de Sudán del Sur, y titular de Tadamata entre 1980 y 1983, año en que fue trasladado a Torit, en el sur de Sudán, cargo que ostentó hasta 2004.
Desde su retiro de la diócesis, ha estado al frente de diversos proyectos para lograr la paz en Sudán, especialmente mediante la creación de la Aldea de Paz "Kuron", establecida en 2005.